# Nascar Winston Cup Series 1974
Nascar Winston Cup Series 1974 var den 26:e upplagan av den främsta divisionen av professionell stockcarracing i USA sanktionerad av National Association for Stock Car Auto Racing.
Säsongen bestod av 30 race och inleddes 20 januari på Riverside International Raceway i Kalifornien och avslutades 24 november på Ontario Motor Speedway. Serien vanns av Richard Petty i en Dodge körande för Petty Enterprises. Det var hans femte mästerskapstitel. Petty hade tidigare vunnit cup-serien 1964, 1967, 1971 och 1972. Chevrolet vann märkesmästerskapet för tredje året i rad.

## Tävlingskalender
| Nr | Officiellt namn           | Bana                                                        | Datum         |
| -- | ------------------------- | ----------------------------------------------------------- | ------------- |
| 1  | Winston Western 500       | Riverside International Raceway, Riverside, Kalifornien     | 20-26 januari |
| KV | 125 Mile Qualifying Races | Daytona International Speedway, Daytona Beach, Florida      | 14 februari   |
| 2  | Daytona 500               | Daytona International Speedway, Daytona Beach, Florida      | 17 februari   |
| 3  | Richmond 500              | Richmond Fairgrounds Raceway, Richmond, Virginia            | 24 februari   |
| 4  | Carolina 500              | North Carolina Speedway, Rockingham, North Carolina         | 4 mars        |
| 5  | Southeastern 500          | Bristol International Speedway, Bristol, Tennessee          | 17 mars       |
| 6  | Atlanta 500               | Atlanta International Raceway, Hampton, Georgia             | 24 mars       |
| 7  | Rebel 500                 | Darlington Raceway, Darlington, South Carolina              | 7 april       |
| 8  | Gwyn Staley 400           | North Wilkesboro Speedway, North Wilkesboro, North Carolina | 21 april      |
| 9  | Virginia 500              | Martinsville Speedway, Martinsville, Virginia               | 28 april      |
| 10 | Winston 500               | Alabama International Motor Speedway, Talladega, Alabama    | 5 maj         |
| 11 | Music City USA 420        | Nashville Speedway, Nashville, Tennessee                    | 11-12 maj     |
| 12 | Mason-Dixon 500           | Dover Downs International Speedway, Dover, Delaware         | 19 maj        |
| 13 | World 600                 | Charlotte Motor Speedway, Concord, North Carolina           | 26 maj        |
| 14 | Tuborg 400                | Riverside International Raceway, Riverside, Kalifornien     | 9 juni        |
| 15 | Motor State 400           | Michigan International Speedway, Brooklyn, Michigan         | 16 juni       |
| 16 | Firecracker 400           | Daytona International Speedway, Daytona Beach, Florida      | 4 juli        |
| 17 | Volunteer 500             | Bristol International Speedway, Bristol, Tennessee          | 14 juli       |
| 18 | Nashville 420             | Nashville Speedway, Nashville, Tennessee                    | 20 juli       |
| 19 | Dixie 500                 | Atlanta International Raceway, Hampton, Georgia             | 28 juli       |
| 20 | Purolator 500             | Pocono Raceway, Long Pond, Pennsylvania                     | 4 augusti     |
| 21 | Talladega 500             | Alabama International Motor Speedway, Talladega, Alabama    | 11 augusti    |
| 22 | Champion Spark Plug 400   | Michigan International Speedway, Brooklyn, Michigan         | 25 augusti    |
| 23 | Southern 500              | Darlington Raceway, Darlington, South Carolina              | 2 september   |
| 24 | Capital City 500          | Richmond Fairgrounds Raceway, Richmond, Virginia            | 8 september   |
| 25 | Delaware 500              | Dover Downs International Speedway, Dover, Delaware         | 15 september  |
| 26 | Wilkes 400                | North Wilkesboro Speedway, North Wilkesboro, North Carolina | 22 september  |
| 27 | Old Dominion 500          | Martinsville Speedway, Martinsville, Virginia               | 29 september  |
| 28 | National 500              | Charlotte Motor Speedway, Concord, North Carolina           | 6 oktober     |
| 29 | American 500              | North Carolina Speedway, Rockingham, North Carolina         | 20 oktober    |
| 30 | Los Angeles Times 500     | Ontario Motor Speedway, Ontario, Kalifornien                | 24 november   |

## Resultat
| Nr | Tävling                    | Pole position   | Flest ledda varv | Vinnare         | Team/ bilägare              | Konstruktör | Rapport |
| -- | -------------------------- | --------------- | ---------------- | --------------- | --------------------------- | ----------- | ------- |
| 1  | Winston Western 500        | David Pearson   | Cale Yarborough  | Cale Yarborough | Howard & Egerton Racing     | Chevrolet   | Rapport |
| KV | 125 Mile Qualifying Race 1 | David Pearson   | Bobby Isaac      | Bobby Isaac     | Matthews Racing             | Chevrolet   | Rapport |
| KV | 125 Mile Qualifying Race 2 | Richard Petty   | Cale Yarborough  | Cale Yarborough | Howard & Egerton Racing     | Chevrolet   | Rapport |
| 2  | Daytona 500                | David Pearson   | Richard Petty    | Richard Petty   | Petty Enterprises           | Dodge       | Rapport |
| 3  | Richmond 500               | Bobby Allison   | Bobby Allison    | Bobby Allison   | Bobby Allison               | Chevrolet   | Rapport |
| 4  | Carolina 500               | Cale Yarborough | Richard Petty    | Richard Petty   | Petty Enterprises           | Dodge       | Rapport |
| 5  | Southeastern 500           | Donnie Allison  | Cale Yarborough  | Cale Yarborough | Howard & Egerton Racing     | Chevrolet   | Rapport |
| 6  | Atlanta 500                | David Pearson   | David Pearson    | Cale Yarborough | Howard & Egerton Racing     | Chevrolet   | Rapport |
| 7  | Rebel 500                  | Donnie Allison  | David Pearson    | David Pearson   | Wood Brothers Racing        | Mercury     | Rapport |
| 8  | Gwyn Staley 400            | Bobby Allison   | Richard Petty    | Richard Petty   | Petty Enterprises           | Dodge       | Rapport |
| 9  | Virginia 500               | Cale Yarborough | Cale Yarborough  | Cale Yarborough | Howard & Egerton Racing     | Chevrolet   | Rapport |
| 10 | Winston 500                | David Pearson   | David Pearson    | David Pearson   | Wood Brothers Racing        | Mercury     | Rapport |
| 11 | Music City USA 420         | Bobby Allison   | Cale Yarborough  | Richard Petty   | Petty Enterprises           | Dodge       | Rapport |
| 12 | Mason-Dixon 500            | David Pearson   | Cale Yarborough  | Cale Yarborough | Howard & Egerton Racing     | Chevrolet   | Rapport |
| 13 | World 600                  | David Pearson   | David Pearson    | David Pearson   | Wood Brothers Racing        | Mercury     | Rapport |
| 14 | Tuborg 400                 | George Follmer  | Cale Yarborough  | Cale Yarborough | Howard & Egerton Racing     | Chevrolet   | Rapport |
| 15 | Motor State 400            | David Pearson   | Richard Petty    | Richard Petty   | Petty Enterprises           | Dodge       | Rapport |
| 16 | Firecracker 400            | David Pearson   | Bobby Allison    | David Pearson   | Wood Brothers Racing        | Mercury     | Rapport |
| 17 | Volunteer 500              | Richard Petty   | Cale Yarborough  | Cale Yarborough | Junior Johnson & Associates | Chevrolet   | Rapport |
| 18 | Nashville 420              | Darrell Waltrip | Richard Petty    | Cale Yarborough | Junior Johnson & Associates | Chevrolet   | Rapport |
| 19 | Dixie 500                  | Cale Yarborough | David Pearson    | Richard Petty   | Petty Enterprises           | Dodge       | Rapport |
| 20 | Purolator 500              | Buddy Baker     | Richard Petty    | Richard Petty   | Petty Enterprises           | Dodge       | Rapport |
| 21 | Talladega 500              | David Pearson   | Buddy Baker      | Richard Petty   | Petty Enterprises           | Dodge       | Rapport |
| 22 | Champion Spark Plug 400    | David Pearson   | David Pearson    | David Pearson   | Wood Brothers Racing        | Mercury     | Rapport |
| 23 | Southern 500               | Richard Petty   | Cale Yarborough  | Cale Yarborough | Junior Johnson & Associates | Chevrolet   | Rapport |
| 24 | Capital City 500           | Richard Petty   | Richard Petty    | Richard Petty   | Petty Enterprises           | Dodge       | Rapport |
| 25 | Delaware 500               | Buddy Baker     | Richard Petty    | Richard Petty   | Petty Enterprises           | Dodge       | Rapport |
| 26 | Wilkes 400                 | Richard Petty   | Cale Yarborough  | Cale Yarborough | Junior Johnson & Associates | Chevrolet   | Rapport |
| 27 | Old Dominion 500           | Richard Petty   | Cale Yarborough  | Earl Ross       | Junior Johnson & Associates | Chevrolet   | Rapport |
| 28 | National 500               | David Pearson   | David Pearson    | David Pearson   | Wood Brothers Racing        | Mercury     | Rapport |
| 29 | American 500               | Richard Petty   | Cale Yarborough  | David Pearson   | Wood Brothers Racing        | Mercury     | Rapport |
| 30 | Los Angeles Times 500      | Richard Petty   | Richard Petty    | Bobby Allison   | Penske Racing South         | AMC         | Rapport |